# Australian Open 2020
L'Australian Open 2020 è stato un torneo di tennis che si è disputato nel complesso di Melbourne Park, a Melbourne in Australia, fra il 14 gennaio e il 2 febbraio 2020. È stata la 108ª edizione dell'Australian Open. L'evento è stato organizzato dalla International Tennis Federation (ITF), e ha fatto parte dell'ATP Tour 2020 e del WTA Tour 2020 sotto la categoria Grande Slam.

## Torneo
Il torneo ha compreso per la categoria Seniors i tornei di singolare, doppio e doppio misto. Inoltre sono stati messi in palio i titoli della categoria Junior e tennis in carrozzina.
Il torneo si è giocato su venticinque campi in cemento plexicushion, inclusi i tre campi principali: Rod Laver Arena, Hisense Arena e Margaret Court Arena.
Questa edizione del torneo ha visto rinviate o addirittura cancellate alcune partite, a causa degli incendi boschivi che hanno devastato l'Australia tra il 2019 e il 2020.

### Statistiche finale singolare femminile
| 1º febbraio 2020 19:30 (GMT+11) Finale femminile | Sofia Kenin [14] | 2–1 4-6, 6-2, 6-2 | Garbiñe Muguruza | Rod Laver Arena, Melbourne spettatori: 14.820 Giudice di sedia: Eva Asderaki |

|     |                         |     |  |
| 74% | Prime di servizio       | 57% |  |
|     |                         |     |  |
| 0   | Doppi falli             | 8   |  |
|     |                         |     |  |
| 23  | Errori gratuiti         | 45  |  |
|     |                         |     |  |
| 28  | Vincenti                | 32  |  |
|     |                         |     |  |
| 2   | Aces                    | 9   |  |
|     |                         |     |  |
| 64% | Vincenti 1ª di servizio | 74% |  |
|     |                         |     |  |
| 65% | Vincenti 2ª di servizio | 31% |  |
|     |                         |     |  |
| 92  | Punti totali            | 77  |  |
|     |                         |     |  |
|     |                         |     |  |

### Statistiche finale singolare maschile
| 2 febbraio 2020 19:30 (GMT+11) Finale maschile | Dominic Thiem [5] | 2–3 4-6, 6-4, 6-2, 3-6, 4-6 | Novak Đoković [2] | Rod Laver Arena, Melbourne spettatori: 14.820 Giudice di sedia: Damien Dumusois |

|     |                         |     |  |
| 64% | Prime di servizio       | 65% |  |
|     |                         |     |  |
| 5   | Doppi falli             | 5   |  |
|     |                         |     |  |
| 57  | Errori gratuiti         | 57  |  |
|     |                         |     |  |
| 55  | Vincenti                | 46  |  |
|     |                         |     |  |
| 13  | Aces                    | 9   |  |
|     |                         |     |  |
| 69% | Vincenti 1ª di servizio | 76% |  |
|     |                         |     |  |
| 45% | Vincenti 2ª di servizio | 51% |  |
|     |                         |     |  |
| 147 | Punti totali            | 157 |  |
|     |                         |     |  |
|     |                         |     |  |

## Teste di serie nel singolare
| Legenda colori              |
| Vincitore                   |
| Finalista                   |
| Semifinalista               |
| Quarti di finale            |
| Eliminati al 1T, 2T, 3T, 4T |

### Singolare maschile
Le teste di serie maschili sono state assegnate seguendo la classifica ATP al 13 gennaio 2020.
Nella tabella sottostante ranking e punteggio sono invece riferiti precedentemente al 20 gennaio 2020, mentre il nuovo punteggio è relativo al 3 febbraio 2020.
| Tds | Rank | Giocatore             | Punteggio precedente | Punti da difendere | Punti conquistati | Nuovo punteggio | Situazione                                  |
| --- | ---- | --------------------- | -------------------- | ------------------ | ----------------- | --------------- | ------------------------------------------- |
| 1   | 1    | Rafael Nadal          | 10.235               | 1.200              | 360               | 9.395           | Eliminato ai QF da Dominic Thiem [5]        |
| 2   | 2    | Novak Đoković         | 9.720                | 2.000              | 2.000             | 9.720           | Vittoria in finale contro Dominic Thiem [5] |
| 3   | 3    | Roger Federer         | 6.590                | 180                | 720               | 7.130           | Eliminato in SF da Novak Đoković [2]        |
| 4   | 4    | Daniil Medvedev       | 5.960                | 180                | 180               | 5.960           | Eliminato al 4°T da Stan Wawrinka [15]      |
| 5   | 5    | Dominic Thiem         | 5.890                | 45                 | 1.200             | 7.045           | Sconfitto in finale da Novak Đoković [2]    |
| 6   | 6    | Stefanos Tsitsipas    | 5.375                | 720                | 90                | 4.745           | Eliminato al 3°T da Milos Raonic [32]       |
| 7   | 7    | Alexander Zverev      | 3.345                | 180                | 720               | 3.865           | Eliminato in SF da Dominic Thiem [5]        |
| 8   | 8    | Matteo Berrettini     | 2.870                | 10                 | 45                | 2.905           | Eliminato al 2°T da Tennys Sandgren         |
| 9   | 9    | Roberto Bautista Agut | 2.640                | 360                | 90                | 2.370           | Eliminato al 3°T da Marin Čilić             |
| 10  | 10   | Gaël Monfils          | 2.565                | 45                 | 180               | 2.700           | Eliminato al 4°T da Dominic Thiem [5]       |
| 11  | 11   | David Goffin          | 2.555                | 90                 | 90                | 2.555           | Eliminato al 3°T da Andrej Rublëv [17]      |
| 12  | 12   | Fabio Fognini         | 2.310                | 90                 | 180               | 2.400           | Eliminato al 4°T da Tennys Sandgren         |
| 13  | 13   | Denis Shapovalov      | 2.200                | 90                 | 10                | 2.120           | Eliminato al 1°T da Márton Fucsovics        |
| 14  | 14   | Diego Schwartzman     | 2.130                | 90                 | 180               | 2.220           | Eliminato al 4°T da Novak Đoković [2]       |
| 15  | 15   | Stan Wawrinka         | 2.045                | 45                 | 360               | 2.360           | Eliminato ai QF da Alexander Zverev [7]     |
| 16  | 17   | Karen Chačanov        | 1.995                | 90                 | 90                | 1.995           | Eliminato al 3°T da Nick Kyrgios [23]       |
| 17  | 16   | Andrej Rublëv         | 2.004                | 10                 | 180               | 2.174           | Eliminato al 4°T da Alexander Zverev [7]    |
| 18  | 20   | Grigor Dimitrov       | 1.772                | 180                | 45                | 1.637           | Eliminato al 2°T da Tommy Paul              |
| 19  | 19   | John Isner            | 1.860                | 10                 | 90                | 1.940           | Ritirato al 3°T contro Stan Wawrinka [15]   |
| 20  | 22   | Félix Auger-Aliassime | 1.701                | (45)†              | 10                | 1.666           | Eliminato al 1°T da Ernests Gulbis          |
| 21  | 21   | Benoît Paire          | 1.703                | 10                 | 45                | 1.738           | Eliminato al 2°T da Marin Čilić             |
| 22  | 25   | Guido Pella           | 1.585                | 10                 | 90                | 1.665           | Eliminato al 3°T da Fabio Fognini [12]      |
| 23  | 26   | Nick Kyrgios          | 1.520                | 10                 | 180               | 1.690           | Eliminato al 4°T da Rafael Nadal [1]        |
| 24  | 27   | Dušan Lajović         | 1.516                | 10                 | 90                | 1.596           | Eliminato al 3°T da Diego Schwartzman [14]  |
| 25  | 28   | Borna Ćorić           | 1.490                | 180                | 10                | 1.320           | Eliminato al 1°T da Sam Querrey             |
| 26  | 29   | Nikoloz Basilašvili   | 1.485                | 90                 | 45                | 1.440           | Eliminato al 2°T da Fernando Verdasco       |
| 27  | 30   | Pablo Carreño Busta   | 1.377                | 180                | 90                | 1.287           | Eliminato al 3°T da Rafael Nadal [1]        |
| 28  | 33   | Jo-Wilfried Tsonga    | 1.340                | 45                 | 10                | 1.305           | Ritirato al 1°T contro Alexei Popyrin       |
| 29  | 34   | Taylor Fritz          | 1.335                | 90+125             | 90+45             | 1.255           | Eliminato al 3°T da Dominic Thiem [5]       |
| 30  | 32   | Daniel Evans          | 1.349                | 70                 | 45                | 1.324           | Eliminato al 2°T da Yoshihito Nishioka      |
| 31  | 31   | Hubert Hurkacz        | 1.398                | 10                 | 45                | 1.333           | Eliminato al 2°T da John Millman            |
| 32  | 35   | Milos Raonic          | 1.305                | 360                | 360               | 1.305           | Eliminato ai QF da Novak Đoković [2]        |
| -   | 100  | Tennys Sandgren       | 573                  | 10                 | 360               | 923             | Eliminato ai QF da Roger Federer [3]        |

† Il giocatore non si è qualificato per il torneo nel 2019.

#### Teste di serie ritirate
I seguenti giocatori sarebbero entrati in tabellone come teste di serie ma si sono ritirati prima del sorteggio.
| Rank | Giocatore      | Punteggio precedente | Punti da difendere | Nuovo punteggio | Motivo ritiro         |
| ---- | -------------- | -------------------- | ------------------ | --------------- | --------------------- |
| 18   | Kei Nishikori  | 1.930                | 360                | 1.570           | Infortunio al gomito  |
| 23   | Alex de Minaur | 1.665                | 90                 | 1.575           | Infortunio addominale |
| 24   | Lucas Pouille  | 1.600                | 720                | 880             | Infortunio al gomito  |

### Singolare femminile
Le teste di serie femminili sono state assegnate seguendo la classifica WTA al 13 gennaio 2020.
Nella tabella sottostante ranking e punteggio precedente al 20 gennaio 2020.
| Tds | Rank | Giocatrice               | Punteggio precedente | Punti da difendere | Punti conquistati | Nuovo punteggio | Situazione                                        |
| --- | ---- | ------------------------ | -------------------- | ------------------ | ----------------- | --------------- | ------------------------------------------------- |
| 1   | 1    | Ashleigh Barty           | 8.017                | 430                | 780               | 8.367           | Eliminata in SF da Sofia Kenin [14]               |
| 2   | 2    | Karolína Plíšková        | 5.940                | 780                | 130               | 5.290           | Eliminata al 3°T da Anastasija Pavljučenkova [30] |
| 3   | 4    | Naomi Ōsaka              | 5.496                | 2.000              | 130               | 3.626           | Eliminata al 3°T da Cori Gauff                    |
| 4   | 3    | Simona Halep             | 5.075                | 240                | 780               | 5.415           | Eliminata in SF da Garbiñe Muguruza               |
| 5   | 5    | Elina Svitolina          | 5.075                | 430                | 130               | 4.775           | Eliminata al 3°T da Garbiñe Muguruza              |
| 6   | 7    | Belinda Bencic           | 4.675                | 130                | 130               | 4.675           | Eliminata al 3°T da Anett Kontaveit [28]          |
| 7   | 8    | Petra Kvitová            | 4.436                | 1.300+100          | 430               | 3.036           | Eliminata ai QF da Ashleigh Barty [1]             |
| 8   | 9    | Serena Williams          | 4.215                | 430                | 130               | 3.915           | Eliminata al 3°T da Qiang Wang [27]               |
| 9   | 10   | Kiki Bertens             | 4.165                | 70+470             | 240               | 3.865           | Eliminata al 4°T da Garbiñe Muguruza              |
| 10  | 11   | Madison Keys             | 3.072                | 240                | 130               | 2.962           | Eliminata al 3°T da Maria Sakkarī [22]            |
| 11  | 12   | Aryna Sabalenka          | 3.025                | 130+185            | 10+100            | 2.820           | Eliminata al 1°T da Carla Suárez Navarro          |
| 12  | 13   | Johanna Konta            | 2.813                | 70                 | 10                | 2.753           | Eliminata al 1°T da Ons Jabeur                    |
| 13  | 14   | Petra Martić             | 2.646                | 130                | 70                | 2.586           | Eliminata al 2°T da Julia Görges                  |
| 14  | 15   | Sofia Kenin              | 2.565                | 70                 | 2.000             | 3.595           | Vittoria in finale contro Garbiñe Muguruza        |
| 15  | 16   | Markéta Vondroušová      | 2.490                | 70                 | 10                | 2.430           | Eliminata al 1°T da Svetlana Kuznecova            |
| 16  | 17   | Elise Mertens            | 2.250                | 130                | 240               | 2.360           | Eliminata al 4°T da Simona Halep [4]              |
| 17  | 18   | Angelique Kerber         | 2.175                | 240                | 240               | 2.175           | Eliminata al 4°T da Anastasija Pavljučenkova [30] |
| 18  | 19   | Alison Riske             | 2.130                | 10                 | 240               | 2.360           | Eliminata al 4°T da Ashleigh Barty [1]            |
| 19  | 20   | Donna Vekić              | 2.120                | 70+305             | 130               | 1.875           | Eliminata al 3°T da Iga Świątek                   |
| 20  | 22   | Karolína Muchová         | 1.847                | 40                 | 70                | 1.877           | Eliminata al 2°T da Catherine Bellis              |
| 21  | 24   | Amanda Anisimova         | 1.843                | 240                | 10                | 1.613           | Eliminata al 1°T da Zarina Dijas                  |
| 22  | 23   | Maria Sakkarī            | 1.845                | 130                | 240               | 1.955           | Eliminata al 4°T da Petra Kvitová [7]             |
| 23  | 21   | Dajana Jastrems'ka       | 2.070                | 130+280            | 70+55             | 1.785           | Eliminata al 2°T da Caroline Wozniacki            |
| 24  | 27   | Sloane Stephens          | 1.684                | 240                | 10                | 1.454           | Eliminata al 1°T da Zhang Shuai                   |
| 25  | 28   | Ekaterina Aleksandrova   | 1.645                | 10                 | 130               | 1.765           | Eliminata al 3°T da Petra Kvitová [7]             |
| 26  | 25   | Danielle Collins         | 1.825                | 780                | 70                | 1.115           | Eliminata al 2°T da Julija Putinceva              |
| 27  | 29   | Qiang Wang               | 1.593                | 130                | 240               | 1.703           | Eliminata al 4°T da Ons Jabeur                    |
| 28  | 31   | Anett Kontaveit          | 1.575                | 70                 | 430               | 1.935           | Eliminata ai QF da Simona Halep [4]               |
| 29  | 26   | Elena Rybakina           | 1.816                | (80)†              | 240               | 1.976           | Eliminata al 3°T da Ashleigh Barty [1]            |
| 30  | 30   | Anastasija Pavljučenkova | 1.585                | 430+100            | 430               | 1.485           | Eliminata ai QF da Garbiñe Muguruza               |
| 31  | 33   | Anastasija Sevastova     | 1.531                | 240                | 10                | 1.301           | Eliminata al 1°T da Ajla Tomljanović              |
| 32  | 34   | Barbora Strýcová         | 1.516                | 10                 | 10                | 1.516           | Eliminata al 1°T da Sorana Cîrstea                |
| -   | 32   | Garbiñe Muguruza         | 1.526                | 240                | 1.300             | 2.586           | Sconfitta in finale da Sofia Kenin [14]           |
| -   | 78   | Ons Jabeur               | 770                  | 10                 | 430               | 1.190           | Eliminata ai QF da Sofia Kenin [14]               |

#### Teste di serie ritirate
Le seguenti giocatrici sarebbero entrate in tabellone come teste di serie ma si sono ritirate prima del sorteggio.
| Rank | Giocatore        | Punteggio precedente | Punti da difendere | Nuovo punteggio | Motivo ritiro           |
| ---- | ---------------- | -------------------- | ------------------ | --------------- | ----------------------- |
| 6    | Bianca Andreescu | 4.935                | 110+160            | 4.665           | Infortunio al ginocchio |

## Teste di serie nel doppio
| Legenda colori          |
| Vincitori               |
| Finalisti               |
| Semifinalisti           |
| Quarti di finale        |
| Eliminati al 1T, 2T, 3T |

### Doppio maschile
| Team                  | Team                   | Rank1 | Tds |
| --------------------- | ---------------------- | ----- | --- |
| Pierre-Hugues Herbert | Nicolas Mahut          | 9     | 1   |
| Łukasz Kubot          | Marcelo Melo           | 12    | 2   |
| Kevin Krawietz        | Andreas Mies           | 18    | 3   |
| Ivan Dodig            | Filip Polášek          | 25    | 4   |
| Wesley Koolhof        | Nikola Mektić          | 29    | 5   |
| Marcel Granollers     | Horacio Zeballos       | 30    | 6   |
| John Peers            | Michael Venus          | 34    | 7   |
| Jean-Julien Rojer     | Horia Tecău            | 38    | 8   |
| Raven Klaasen         | Oliver Marach          | 41    | 9   |
| Mate Pavić            | Bruno Soares           | 42    | 10  |
| Rajeev Ram            | Joe Salisbury          | 43    | 11  |
| Jürgen Melzer         | Édouard Roger-Vasselin | 52    | 12  |
| Bob Bryan             | Mike Bryan             | 54    | 13  |
| Jamie Murray          | Neal Skupski           | 56    | 14  |
| Máximo González       | Fabrice Martin         | 63    | 15  |
| Austin Krajicek       | Franko Škugor          | 77    | 16  |

- 1 Ranking al 13 gennaio 2020.

### Doppio femminile
| Team                 | Team                  | Rank1 | Tds |
| -------------------- | --------------------- | ----- | --- |
| Hsieh Su-wei         | Barbora Strýcová      | 5     | 1   |
| Tímea Babos          | Kristina Mladenovic   | 5     | 2   |
| Elise Mertens        | Aryna Sabalenka       | 11    | 3   |
| Barbora Krejčíková   | Kateřina Siniaková    | 21    | 4   |
| Nicole Melichar      | Xu Yifan              | 27    | 5   |
| Gabriela Dabrowski   | Jeļena Ostapenko      | 28    | 6   |
| Chan Hao-ching       | Latisha Chan          | 30    | 7   |
| Květa Peschke        | Demi Schuurs          | 36    | 8   |
| Duan Yingying        | Zheng Saisai          | 41    | 9   |
| Shūko Aoyama         | Ena Shibahara         | 57    | 10  |
| Lucie Hradecká       | Andreja Klepač        | 58    | 11  |
| Ellen Perez          | Samantha Stosur       | 67    | 12  |
| Veronika Kudermetova | Alison Riske          | 67    | 13  |
| Ljudmyla Kičenok     | Yang Zhaoxuan         | 73    | 14  |
| Viktória Kužmová     | Aljaksandra Sasnovič  | 73    | 15  |
| Sofia Kenin          | Bethanie Mattek-Sands | 75    | 16  |

- 1 Ranking al 13 gennaio 2020.

### Doppio misto
| Team               | Team              | Rank1 | Tds |
| ------------------ | ----------------- | ----- | --- |
| Barbora Strýcová   | Marcelo Melo      | 8     | 1   |
| Zhang Shuai        | Nicolas Mahut     | 12    | 2   |
| Gabriela Dabrowski | Henri Kontinen    | 25    | 3   |
| Chan Hao-ching     | Michael Venus     | 26    | 4   |
| Barbora Krejčíková | Nikola Mektić     | 28    | 5   |
| Latisha Chan       | Ivan Dodig        | 28    | 6   |
| Samantha Stosur    | Jean-Julien Rojer | 32    | 7   |
| Hsieh Su-wei       | Neal Skupski      | 34    | 8   |

- 1 Ranking al 13 gennaio 2020.

## Wildcard
Ai seguenti giocatori è stata assegnata una wildcard per accedere al tabellone principale.

### Singolare maschile
- Michael Mmoh
- Tatsuma Itō
- Hugo Gaston
- John-Patrick Smith
- Christopher O'Connell
- Marc Polmans
- Alex Bolt
- Andrew Harris

### Singolare femminile
- Coco Vandeweghe
- Han Na-lae
- Pauline Parmentier
- Arina Rodionova
- Astra Sharma
- Lizette Cabrera
- Priscilla Hon
- Marija Šarapova

### Doppio maschile
- Nam Ji-sung /  Song Min-kyu
- Alex Bolt /  Matthew Ebden
- James Duckworth /  Marc Polmans
- Blake Ellis  /  Alexei Popyrin
- Andrew Harris  /  Christopher O'Connell
- Lleyton Hewitt /  Jordan Thompson
- Max Purcell  /  Luke Saville

### Doppio femminile
- Alexandra Bozovic /  Amber Marshall
- Lee Ya-hsuan /  Wu Fang-hsien
- Destanee Aiava /  Lizette Cabrera
- Jaimee Fourlis /  Arina Rodionova
- Priscilla Hon /  Storm Sanders
- Maddison Inglis /  Kaylah McPhee
- Jessica Moore /  Astra Sharma

### Doppio misto
- Monique Adamczak /  David Vega Hernández
- Jessica Moore /  Matthew Ebden
- Jeļena Ostapenko /  Leander Paes
- Ellen Perez /  Luke Saville
- Arina Rodionova /  Andrew Harris
- Storm Sanders /  Marc Polmans
- Astra Sharma /  John-Patrick Smith
- Belinda Woolcock /  Blake Mott

## Qualificazioni
Le qualificazioni per i tabelloni principali si sono disputate dal 14 al 18 gennaio 2020.

### Singolare maschile
1. Dennis Novak
2. Tallon Griekspoor
3. Christopher Eubanks
4. Elliot Benchetrit
5. Mario Vilella Martínez
6. Mohamed Safwat
7. Il'ja Ivaška
8. Quentin Halys
9. Marco Trungelliti
10. Norbert Gombos
11. Daniel Elahi Galán
12. Pedro Martínez
13. Max Purcell
14. Alejandro Tabilo
15. Ernests Gulbis
16. Peter Gojowczyk

#### Lucky Loser
1. Evgenij Donskoj
2. Prajnesh Gunneswaran
3. Jozef Kovalík
4. Lorenzo Giustino

### Singolare femminile
1. Ann Li
2. Nao Hibino
3. Johanna Larsson
4. Barbora Krejčíková
5. Anna Kalinskaja
6. Kaja Juvan
7. Leylah Fernandez
8. Shelby Rogers
9. Martina Trevisan
10. Catherine McNally
11. Monica Niculescu
12. Ljudmila Samsonova
13. Greet Minnen
14. Elisabetta Cocciaretto
15. Harriet Dart
16. Antonia Lottner

## Ritiri

### Prima del torneo
I seguenti giocatori e giocatrici sarebbero entrati in tabellone, ma si sono ritirati prima del sorteggio:

#### Singolare maschile
- Juan Martín del Potro → sostituito da  Marcos Giron
- Aleksandr Dolhopolov → sostituito da  Lloyd Harris
- Richard Gasquet → sostituito da  Yūichi Sugita
- Kei Nishikori → sostituito da  James Duckworth
- Alex de Minaur → sostituito da  Evgenij Donskoj
- Nicolás Jarry → sostituito da  Prajnesh Gunneswaran
- Lucas Pouille → sostituito da  Jozef Kovalík
- Radu Albot → sostituito da  Lorenzo Giustino

#### Singolare femminile
- Bianca Andreescu → sostituita da  Margarita Gasparjan
- Viktoryja Azaranka → sostituita da  Camila Giorgi
- Andrea Petković → sostituita da  Heather Watson
- Mónica Puig → sostituita da  Kaia Kanepi
- Vera Zvonarëva → sostituita da  Irina-Camelia Begu

### Durante il torneo

#### Singolare maschile
- John Isner
- Philipp Kohlschreiber
- Jo-Wilfried Tsonga

## Tennisti partecipanti ai singolari

### Singolare maschile
- Singolare maschile

| Campione                    | Campione                  | Finalista                 | Finalista                  |
| --------------------------- | ------------------------- | ------------------------- | -------------------------- |
| Novak Đoković [2]           | Novak Đoković [2]         | Dominic Thiem [5]         | Dominic Thiem [5]          |
| Semifinalisti               |                           |                           |                            |
| Alexander Zverev [7]        | Alexander Zverev [7]      | Roger Federer [3]         | Roger Federer [3]          |
| Eliminati ai quarti         |                           |                           |                            |
| Rafael Nadal [1]            | Stan Wawrinka [15]        | Tennys Sandgren           | Milos Raonic [32]          |
| Eliminati agli ottavi       |                           |                           |                            |
| Nick Kyrgios [23]           | Gaël Monfils [10]         | Daniil Medvedev [4]       | Andrej Rublëv [17]         |
| Fabio Fognini [12]          | Márton Fucsovics          | Marin Čilić               | Diego Schwartzman [14]     |
| Eliminati al 3º turno       |                           |                           |                            |
| Pablo Carreño Busta [27]    | Karen Chačanov [16]       | Ernests Gulbis [Q]        | Taylor Fritz [29]          |
| Alexei Popyrin              | John Isner [19]           | David Goffin [11]         | Fernando Verdasco          |
| Sam Querrey                 | Guido Pella [22]          | Tommy Paul                | John Millman               |
| Stefanos Tsitsipas [6]      | Roberto Bautista Agut [9] | Dušan Lajović [24]        | Yoshihito Nishioka         |
| Eliminati al 2º turno       |                           |                           |                            |
| Federico Delbonis           | Peter Gojowczyk [Q]       | Gilles Simon              | Mikael Ymer                |
| Ivo Karlović                | Aljaž Bedene              | Kevin Anderson            | Alex Bolt [WC]             |
| Pedro Martínez [Q]          | Jaume Munar               | Alejandro Tabilo [Q]      | Andreas Seppi              |
| Pierre-Hugues Herbert       | Yūichi Sugita             | Nikoloz Basilašvili [26]  | Jahor Herasimaŭ            |
| Matteo Berrettini [8]       | Ričardas Berankis         | Grégoire Barrère          | Jordan Thompson            |
| Jannik Sinner               | Grigor Dimitrov [18]      | Hubert Hurkacz [31]       | Filip Krajinović           |
| Philipp Kohlschreiber       | Cristian Garín            | Benoît Paire [21]         | Michael Mmoh [WC]          |
| Alejandro Davidovich Fokina | Marc Polmans [WC]         | Daniel Evans [30]         | Tatsuma Itō [WC]           |
| Eliminati al 1º turno       |                           |                           |                            |
| Hugo Dellien                | João Sousa                | Christopher Eubanks [Q]   | Jozef Kovalík [LL]         |
| Lorenzo Sonego              | Pablo Cuevas              | Yasutaka Uchiyama         | Mario Vilella Martínez [Q] |
| Lu Yen-hsun [PR]            | Vasek Pospisil [PR]       | James Duckworth           | Félix Auger-Aliassime [20] |
| Tallon Griekspoor           | Il'ja Ivaška [Q]          | Albert Ramos Viñolas      | Adrian Mannarino           |
| Frances Tiafoe              | Dominik Koepfer           | Hugo Gaston               | Jo-Wilfried Tsonga [28]    |
| Thiago Monteiro             | Daniel Elahi Galán        | Miomir Kecmanović         | Damir Džumhur              |
| Jérémy Chardy               | Cameron Norrie            | Elliot Benchetrit [Q]     | Christopher O'Connell [WC] |
| Kwon Soon-woo               | Evgenij Donskoj [LL]      | Casper Ruud               | Marco Cecchinato           |
| Andrew Harris [WC]          | Marco Trungelliti [Q]     | Roberto Carballés Baena   | Borna Ćorić [25]           |
| John-Patrick Smith [WC]     | Mohamed Safwat [Q]        | Aleksandr Bublik          | Reilly Opelka              |
| Denis Shapovalov [13]       | Max Purcell [Q]           | Leonardo Mayer            | Juan Ignacio Londero       |
| Dennis Novak [Q]            | Ugo Humbert               | Quentin Halys [Q]         | Steve Johnson              |
| Salvatore Caruso            | Marcos Giron              | Stefano Travaglia         | Lorenzo Giustino [LL]      |
| Cedrik-Marcel Stebe [PR]    | Corentin Moutet           | Pablo Andújar             | Feliciano López            |
| Lloyd Harris                | Norbert Gombos [Q]        | Michail Kukuškin          | Kyle Edmund                |
| Mackenzie McDonald [PR]     | Laslo Đere                | Prajnesh Gunneswaran [LL] | Jan-Lennard Struff         |

### Singolare femminile
- Singolare femminile

| Campionessa                    | Campionessa             | Finalista                | Finalista                     |
| ------------------------------ | ----------------------- | ------------------------ | ----------------------------- |
| Sofia Kenin [14]               | Sofia Kenin [14]        | Garbiñe Muguruza         | Garbiñe Muguruza              |
| Semifinaliste                  |                         |                          |                               |
| Ashleigh Barty [1]             | Ashleigh Barty [1]      | Simona Halep [4]         | Simona Halep [4]              |
| Eliminate ai quarti            |                         |                          |                               |
| Petra Kvitová [7]              | Ons Jabeur              | Anett Kontaveit [28]     | Anastasija Pavljučenkova [30] |
| Eliminate agli ottavi          |                         |                          |                               |
| Alison Riske [18]              | Maria Sakkarī [22]      | Cori Gauff               | Qiang Wang [27]               |
| Iga Świątek                    | Elise Mertens [16]      | Kiki Bertens [9]         | Angelique Kerber [17]         |
| Eliminate al 3º turno          |                         |                          |                               |
| Elena Rybakina [29]            | Julia Görges            | Madison Keys [10]        | Ekaterina Aleksandrova [25]   |
| Naomi Ōsaka [3]                | Shuai Zhang             | Caroline Wozniacki       | Serena Williams [8]           |
| Belinda Bencic [6]             | Donna Vekić [19]        | Catherine Bellis [PR]    | Julija Putinceva              |
| Elina Svitolina [5]            | Zarina Dijas            | Camila Giorgi            | Karolína Plíšková [2]         |
| Eliminate al 2º turno          |                         |                          |                               |
| Polona Hercog                  | Greet Minnen [Q]        | Zhu Lin                  | Petra Martić [13]             |
| Arantxa Rus                    | Nao Hibino [Q]          | Barbora Krejčíková [Q]   | Paula Badosa                  |
| Zheng Saisai                   | Sorana Cîrstea          | Catherine McNally [Q]    | Ann Li [Q]                    |
| Caroline Garcia                | Dajana Jastrems'ka [23] | Fiona Ferro              | Tamara Zidanšek               |
| Jeļena Ostapenko               | Sara Sorribes Tormo     | Alizé Cornet             | Carla Suárez Navarro          |
| Heather Watson                 | Karolína Muchová [20]   | Danielle Collins [26]    | Harriet Dart [Q]              |
| Lauren Davis                   | Ajla Tomljanović        | Anna Blinkova            | Arina Rodionova [WC]          |
| Svetlana Kuznecova             | Priscilla Hon [WC]      | Taylor Townsend          | Laura Siegemund               |
| Eliminate al 1º turno          |                         |                          |                               |
| Lesja Curenko                  | Rebecca Peterson        | Aljaksandra Sasnovič     | Bernarda Pera                 |
| Wang Yafan                     | Viktorija Golubic       | Viktória Kužmová         | Christina McHale              |
| Dar'ja Kasatkina               | Magda Linette           | Peng Shuai               | Margarita Gasparjan           |
| Jil Teichmann                  | Kaia Kanepi             | Johanna Larsson [Q]      | Kateřina Siniaková            |
| Marie Bouzková                 | Anna Kalinskaja [Q]     | Venus Williams           | Barbora Strýcová [32]         |
| Sloane Stephens [24]           | Samantha Stosur         | Lizette Cabrera [WC]     | Martina Trevisan [Q]          |
| Johanna Konta [12]             | Madison Brengle         | Kristie Ahn              | Kaja Juvan [Q]                |
| Pauline Parmentier [WC]        | Alison Van Uytvanck     | Han Na-lae [WC]          | Anastasija Potapova           |
| Anna Karolína Schmiedlová [PR] | Ljudmila Samsonova [Q]  | Veronika Kudermetova     | Astra Sharma [WC]             |
| Marija Šarapova [WC]           | Monica Niculescu [Q]    | Tímea Babos              | Aryna Sabalenka [11]          |
| Danka Kovinić                  | Kristýna Plíšková       | Tatjana Maria            | Kirsten Flipkens              |
| Vitalija D'jačenko             | Hsieh Su-wei            | Misaki Doi               | Jennifer Brady                |
| Katie Boulter [PR]             | Leylah Fernandez [Q]    | Shelby Rogers [Q]        | Anastasija Sevastova [31]     |
| Amanda Anisimova [21]          | Jasmine Paolini         | Kateryna Bondarenko [PR] | Irina-Camelia Begu            |
| Markéta Vondroušová [15]       | Antonia Lottner [Q]     | Kateryna Kozlova         | Elisabetta Cocciaretto [Q]    |
| Nina Stojanović                | Jessica Pegula          | Coco Vandeweghe [WC]     | Kristina Mladenovic           |

## Campioni

### Senior

#### Singolare maschile
Novak Đoković ha battuto in finale  Dominic Thiem con il punteggio di 6–4, 4–6, 2–6, 6–3, 6–4.
- È il settantottesimo titolo in carriera per Djokovic, il primo della stagione nonché l'ottavo a Melbourne.

#### Singolare femminile
Sofia Kenin ha battuto in finale  Garbiñe Muguruza con il punteggio di 4–6, 6–2, 6–2.
- È il quarto titolo in carriera per Kenin, il primo della stagione.

#### Doppio maschile
Rajeev Ram /  Joe Salisbury hanno battuto in finale  Max Purcell /  Luke Saville con il punteggio di 6–4, 6–2.

#### Doppio femminile
Tímea Babos /  Kristina Mladenovic hanno battuto in finale  Hsieh Su-wei /  Barbora Strýcová con il punteggio di 6–2, 6–1.

#### Doppio misto
Barbora Krejčíková /  Nikola Mektić hanno battuto in finale  Bethanie Mattek-Sands /  Jamie Murray con il punteggio di 5–7, 6–4, [10–1].

### Junior

#### Singolare ragazzi
Harold Mayot ha battuto in finale  Arthur Cazaux con il punteggio di 6–4, 6–1.

#### Singolare ragazze
Victoria Jiménez Kasintseva ha battuto in finale  Weronika Baszak con il punteggio di 5–7, 6–2, 6–2.

#### Doppio ragazzi
Nicholas David Ionel /  Leandro Riedi hanno battuto in finale  Cannon Kingsley /  Emilio Nava con il punteggio di 6(8)–7, 7–5, [10–4].

#### Doppio ragazze
Alexandra Eala /  Priska Madelyn Nugroho hanno battuto in finale  Živa Falkner /  Matilda Mutavdzic con il punteggio di 6–1, 6–2.

### Tennisti in carrozzina

#### Singolare maschile carrozzina
Shingo Kunieda ha battuto in finale  Gordon Reid con il punteggio di 6–4, 6–4.

#### Singolare femminile carrozzina
Yui Kamiji ha battuto in finale  Aniek van Koot con il punteggio di 6–2, 6–2.

#### Quad singolare
Dylan Alcott ha battuto in finale  Andy Lapthorne con il punteggio di 6–0, 6–4.

#### Doppio maschile carrozzina
Alfie Hewett /  Gordon Reid hanno battuto in finale  Stéphane Houdet /  Nicolas Peifer con il punteggio di 4–6, 6–4, [10–7].

#### Doppio femminile carrozzina
Yui Kamiji /  Jordanne Whiley hanno battuto in finale  Diede de Groot /  Aniek van Koot con il punteggio di 6–2, 6–4.

#### Quad doppio
Dylan Alcott /  Heath Davidson hanno battuto in finale  Andrew Lapthorne /  David Wagner con il punteggio di 6–4, 6–3.

## Punti
| Torneo    | Torneo    | V     | F     | SF  | QF  | 4T  | 3T  | 2T | 1T | Q  | Q3 | Q2 | Q1 |
| Singolare | Maschile  | 2.000 | 1.200 | 720 | 360 | 180 | 90  | 45 | 10 | 25 | 16 | 8  | 0  |
| Singolare | Femminile | 2.000 | 1.300 | 780 | 430 | 240 | 130 | 70 | 10 | 40 | 30 | 20 | 2  |
| Doppio    | Maschile  | 2.000 | 1.200 | 720 | 360 | 180 | 90  | 0  | –  | –  | –  | –  | –  |
| Doppio    | Femminile | 2.000 | 1.300 | 780 | 430 | 240 | 130 | 10 | –  | –  | –  | –  | –  |

## Montepremi
Il montepremi del 2020 ha ricevuto un aumento del 13,6% rispetto all'edizione scorsa raggiungendo la cifra record di 71.000.000 A$.
| Evento        | V           | F           | SF          | QF        | 4T        | 3T        | 2T        | 1T       | Q3       | Q2       | Q1       |
| Singolare     | A$4,120,000 | A$2,065,000 | A$1,040,000 | A$525,000 | A$300,000 | A$180,000 | A$128,000 | A$90,000 | A$50,000 | A$32,500 | A$20,000 |
| Doppio*       | A$760,000   | A$380,000   | A$200,000   | A$110,000 | A$62,000  | A$38,000  | A$25,000  | N.D.     | N.D.     | N.D.     | N.D.     |
| Doppio misto* | A$190,000   | A$100,000   | A$50,000    | A$24,000  | A$12,000  | A$6,250   | N.D.      | N.D.     | N.D.     | N.D.     | N.D.     |

*Per squadra